# Bernard Koura
 (décembre 2017).
Si vous disposez d'ouvrages ou d'articles de référence ou si vous connaissez des sites web de qualité traitant du thème abordé ici, merci de compléter l'article en donnant les références utiles à sa vérifiabilité et en les liant à la section « Notes et références ».

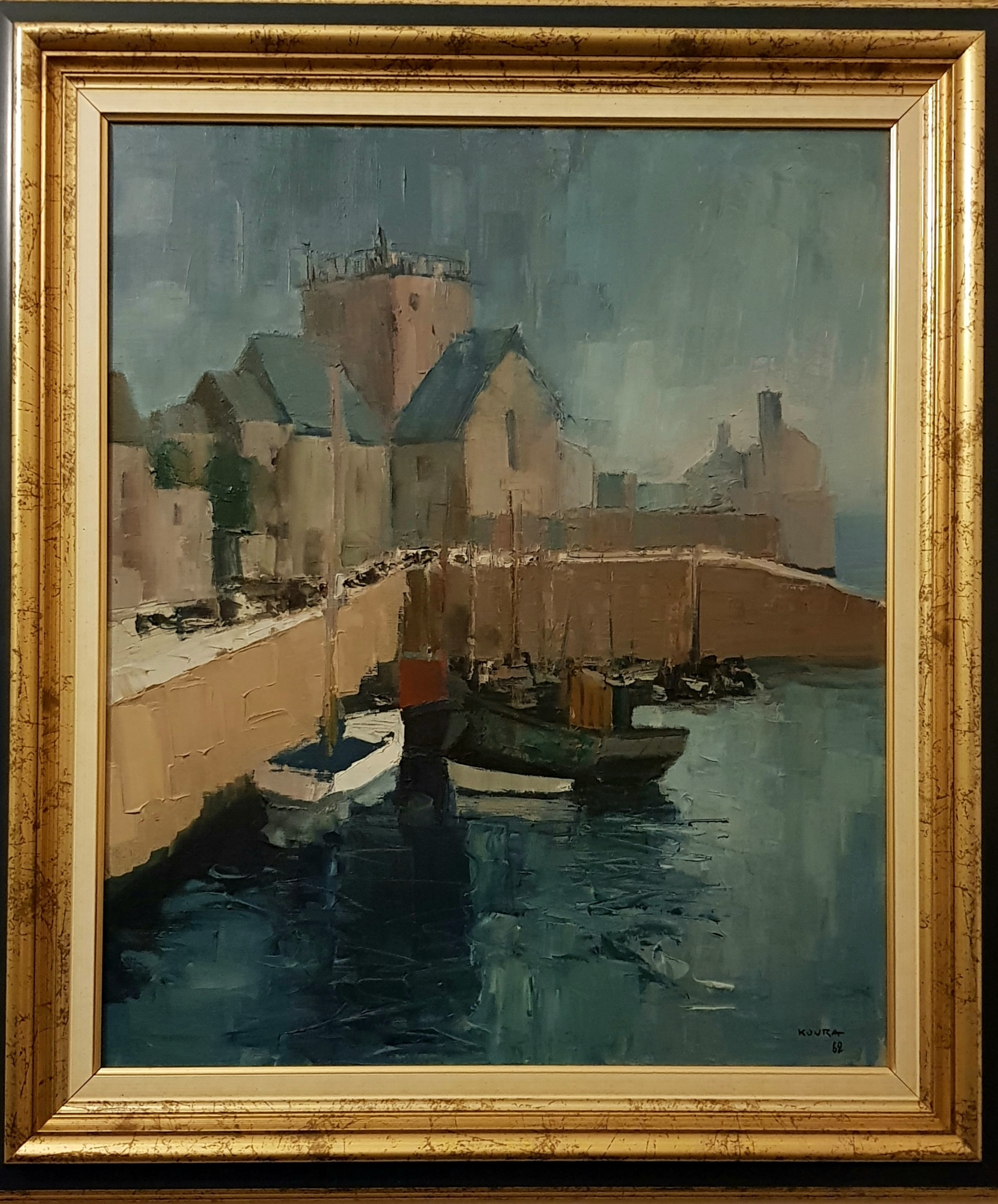
Tableau représentant le port de Barfleur par Bernard KOURA, "période bleue".

Bernard Courapied dit Bernard Koura, né le 25 mai 1923 à Alençon et mort le 9 février 2018 à Vannes, est un peintre français,.

## Biographie
Bernard Koura est né le 25 mai 1923 à Alençon. Il grandit dans cette ville[réf. souhaitée]. Il étudie aux Beaux-Arts de Paris à partir de 1940 dans l’atelier de dessin de Paul Lemagny et de fresque de Pierre-Henri Ducos de La Haille. Il fréquente l'académie privée de Gustave Corlin. Le 6 juin 1944, il fuit Paris et une convocation au STO.
Il est connu à partir des années 1960, notamment grâce à son « bleu Koura ».
Il meurt le 9 février 2018, à l’âge de 94 ans. La cérémonie religieuse a lieu le 13 février, dans la commune de Surzur.

### Art monumental
Après la guerre, Bernard Koura honore ses premières commandes de fresques pour des ensembles immobiliers de la S.C.I.C. de la Caisse des dépôts et consignations de Paris. (Chantiers de Draveil, Chatou, Colombes, Maisons-Alfort, Versailles, Rueil-Malmaison, Le Vésinet). En 1953, il devient Compagnon de l’art monumental de France. En 1954 il rencontre le peintre Gen Paul à Montmartre et part avec lui réaliser des fresques dans la villa Dubonnet au Cap d’Antibes.

### Figuration
C’est à cette période que Bernard Koura fait ses premiers pas dans la peinture de chevalet à la galerie Saint-Placide. Il y expose tous les ans de 1960 à 1966.

### Les tacilographies
Pendant plusieurs années, il expérimente ses tactilographies consistant à griffer des toiles recouvertes de couches successives de peintures, chaque griffure révélant une couleur apposée dessous. 

### Des années 80 à nos jours
Koura représente des paysages de Normandie et de Bretagne. Cités, vallons et ports constituent les sources principales de sa création qui redevient plus figurative, mais en même temps plus déstructurée, moins réaliste, plus engagée. 

## Prix et distinctions
- Prix Théodore Ralli – Paris – Salon des Artistes Français – 1946
- Prix de l’Amateur d’Art – Paris – 1965
- Premier Prix d’Art Contemporain – Saint-Raphaël – 1999
- Prix « Fontaines de Rome » - Rome – 1998
- Médaille d’argent des Arts-Sciences-Lettres
- Croix d’argent (au titre des Arts) – Mérite et Dévouement Français – 2002